# Flaki
Flaki hay flaczki là món thịt hầm truyền thống của Ba Lan. Nó có thể là một hương vị, nhưng là một trong nhiều món súp là một phần quan trọng trong nấu ăn Ba Lan. Cùng với bigos, żurek và pierogi, đây là một trong những đặc sản đáng chú ý nhất trong ẩm thực Ba Lan. Tên của nó có nguồn gốc từ thành phần chính của nó: dải thịt bò mỏng, được làm sạch (trong tiếng Ba Lan: flaki - cũng có thể được dịch theo nghĩa đen là "ruột").

## Từ nguyên
Tên tiếng Ba Lan flaki, nghĩa đen là "ruột" là số nhiều của flak ("ruột"), đến từ tiếng Đức Fleck ("chấm"), từ vlëc trong tiếng Trung Đức flec/flek tiếng vùng cao Đức cổ, từ Proto-Germanic * flekka- ("spot / mark"). Flaczki, sự giảm nhẹ của flaki, cũng được sử dụng để chỉ các món súp lòng bò ở Ba Lan. tiếng Croatia fileki là cùng họ hàng. Tên tiếng Đức cho súp lòng bò bao gồm Kuttelsuppe và Flecksuppe ("súp lòng bò'), cũng như Saure Kutteln và Saure Flecke ("nộp tạng chua"), như từ Kuttel, Fleck và Kuttelfleck tất cả có thể có nghĩa là "lòng bò".

## Lịch sử

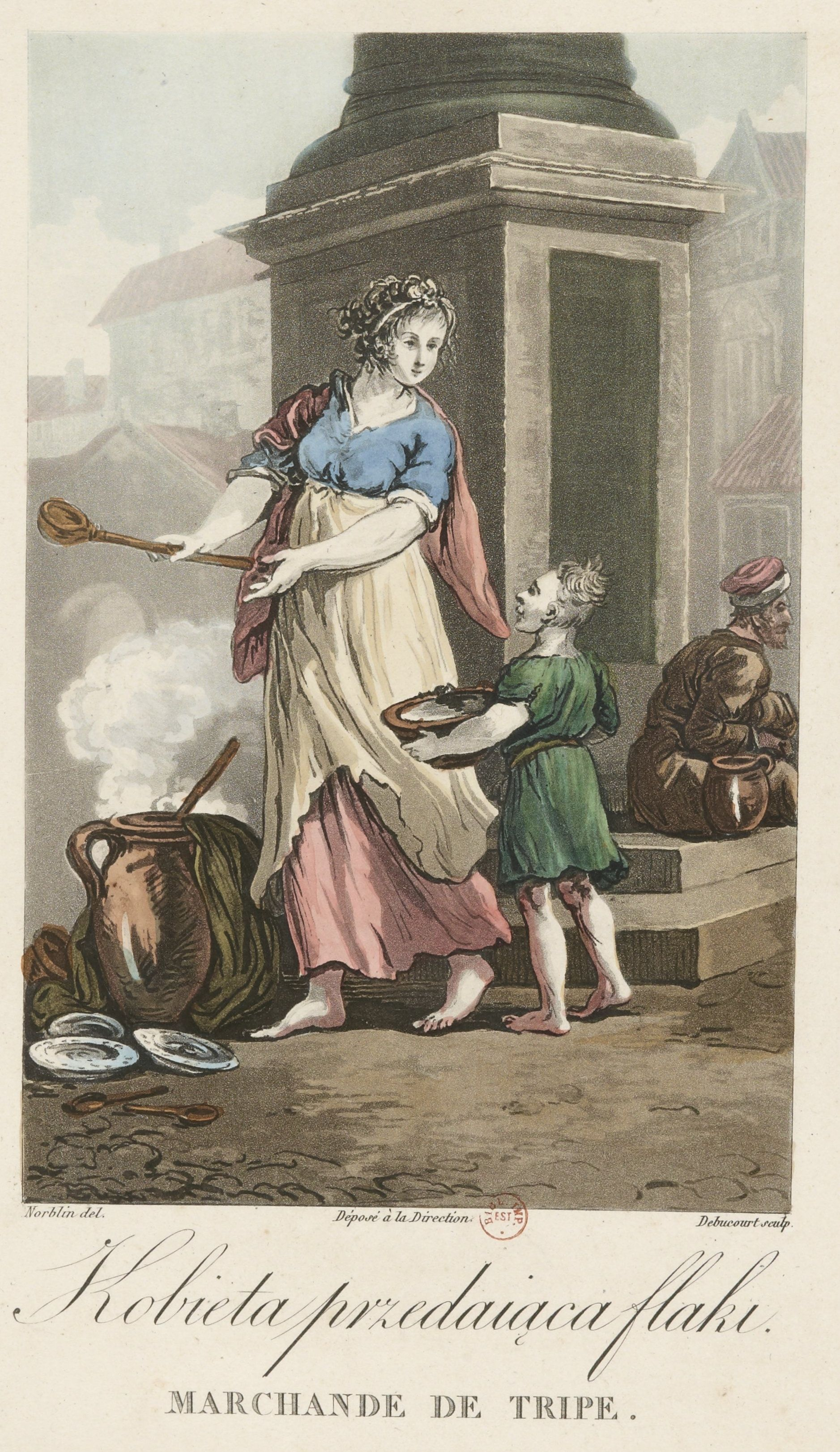
Flaki Merchant, một bức tranh thế kỷ 18 của Jean-Pierre Norblin

Flaki đã được tiêu thụ trên lãnh thổ Ba Lan từ thế kỷ 14. Đó là một trong những món ăn yêu thích của Vua Władysław II Jagiełło.

## Chuẩn bị và phục vụ
Phương pháp chuẩn bị có thể thay đổi một chút tùy thuộc vào khu vực. Một số thành phần phổ biến bao gồm thịt bò, thịt bò, lá nguyệt quế, rau mùi tây, cà rốt, nước dùng thịt bò và gia vị cho hương vị, bao gồm muối, hạt tiêu đen, hạt nhục đậu khấu, ớt bột ngọt, và kinh giới. Đôi khi lòng thịt lợn có thể được sử dụng thay vì lòng
bò đặc biệt là trong các phiên bản làm sẵn của món ăn được bán ở Ba Lan.
Cà chua cô đặc đôi khi được thêm vào flaki, và một số có thể nấu lòng mà không cần nước cốt. Một bổ sung phổ biến để cải thiện 'sự cao quý' là bổ sung thịt viên, thường được tìm thấy trong một biến thể khu vực được gọi là 'flaki po Warszawsku' (flaki kiểu Warsaw). Flaki làm sẵn trong lon hoặc lọ được bán rộng rãi trong các cửa hàng tạp hóa trên khắp Ba Lan, trong đó có cả "Flaki po Zamojsku" (Zamość -style Flaki). Một biến thể của flaczki, trong đó dạ dày gia cầm được sử dụng thay vì bò, cũng được biết đến và được gọi là 'flaki drobiowe' (flaki gia cầm). Các món súp truyền thống được phục vụ trong đám cưới Ba Lan - là một trong những "bữa ăn nóng". Flaki được ăn với bánh mì tươi, thường là với bánh mì cuộn.